# Koefoed (slægter)
Koefoed (Kofoed) er to udbredte, fra Bornholm stammende slægter, hvis navn også føres af kognatiske linjer.
1) Den ene slægt kan sikkert følges tilbage til Hans Koefoed til Blykoppegaard i Nyker Sogn, der 1608 betegnede sig selv som frimand, ligesom sin barnløse slægtning, landsdommer på Bornholm Jens Koefoed (død 1625), som imidlertid stadig har været regnet til adelen, da han i sin bestalling tiltales "vor Mand og Tjener". En Jens Madsen Koeofoed (1481—1519), der skal have været disse personers farfader, angives som adlet 14. juni 1514 af biskop Børge i Lund. Adelsbrevet betragtes som et falsum. Nævnte Hans Koefoeds ældste søn, borgemester i Rønne, kaptajn Peder Hansen Koefoed (1598—1648), som 1645 var med til at overgive Bornholm til svenskerne og derfor dømtes til at undvige riget, var fader til borgemester i Rønne Hans Pedersen Koefoed. Dennes sønnesøns søn, direktør i generalpostamtet, konferensråd Hans Hansen Koefoed (1720—96), var fader til stiftamtmand i Ribe Hans Koefoed (1750—1822), hvis søn var assessor i Højesteret, kammerherre Jacob Koefoed (1791—1868), til kommandør Georg Albrecht Koefoed (1753—1808), der under krigen med englænderne 1807 blev ansat som guvernør på Bornholm, til direktør for Nationalbanken, etatsråd Daniel Koefoed (1759—1840), til den for sit udmærkede forhold i slaget på Reden kendte kaptajn i søetaten Hans Henrik Koefoed (1760—1809) og endelig til den skoleinteresserede biskop i Ribe, Dr. theol. Conrad Daniel Koefoed (1763—1831). Sidstnævntes sønnesøns søn er kemikeren, professor Henning Emil Koefoed (1858—1937).
Fra en datter af borgemester Hans Pedersen Koefoed stammer rektor ved Rønne Skole Christian Grønbech Koefoed (1827—1909), der blev fader til rektor sammesteds Marcus Conrad Koefoed (1859—1939) og til generaldirektør Andreas Michael Koefoed (1867—1940). Til den yngre borgemesters ætlinge kan vistnok også henregnes professor matheseos ved Odense lærde skole Peder Koefoed (1728—60), der var en lovende kartograf. En anden af den ældre borgemesters sønner var kaptajn Jens Pedersen Koefoed (1628—91). Dennes sønnesøns sønnesøn var generalauditør ved søetaten, assessor i Højesteret, gehejmekonferensråd Hans Jacob Koefoed (1785—1870), der nød stor anseelse som jurist, og som blev meget benyttet af regeringen i kommissioner og lignende. Sidstnævntes afkom fik ved åbent brev af 25. maj 1903 anerkendelse som hørende til den danske adel. Der var her faktisk tale om en ophøjelse i adelsstanden. Han var fader til statsrådssekretær Jens Laasby Rottbøll Koefoed (1832—1913), til overauditør, etatsråd Peter Frederik Christian Koefoed (1834—1917) og til kontreadmiral Vilhelm Ferdinand Koefoed (1837—1930). Medlemmer af denne slægt har ført en blå sparre i rødt felt, på Hjelmen to sølv vesselhorn. I det nævnte åbne brev omtales intet våben.
2) Den anden slægt Koefoeds stamfader, Peder Koefoed til Koefoedgaard i Østermarie Sogn (1548—1616), der 1608 betegner sig selv som frimand, har ligeledes en talrig efterslægt. Blandt hans ætlinge kan nævnes slotspræst, sognepræst ved Helliggejsts Kirke, Dr. theol. Børge Poscholan Koefoed (1752—1839), der blandt andet udgav Om Musikkens Indflydelse paa Mennesket (1804, 2. oplag 1837), skolemanden Hans Ancher Koefoed (1777—1829), generalmajor Ehrenreich Christopher Ludvig Koefoed (1830—1904) og grosserer Hans Peter Koefoed til Aastrup og Holbæk Ladegaard (1743—1812). Sidstnævntes enke, Marie Koefoed, født Bohn (1760—1838), der døde barnløs, stiftede en række meget betydelige legater, der blandt andet kom hendes og hendes mands fødeø, Bornholm, til gode. Frederik VI hædrede hende med etatsråddetitlen, bornholmerne ved en 1882 i Almindingen rejst granitstøtte med portrætmedaillon af V. Bissen. Den fremragende retslærde Peder Kofod Ancher (1710—88) stammer kognatisk fra denne slægt, der har ført et koben i skjoldet og på hjelmen tre blomster. En væbner Marqvard Koefoed fører 1378 samme skjoldmærke, uden at nogensomhelst forbindelse kan påvises.